# On the Road Again (Willie Nelson)
On the Road Again è un singolo discografico del cantante statunitense Willie Nelson, pubblicato nel 1980.

## Il brano
La canzone, sulla vita in tour, è stata scritta per la colonna sonora del film Accordi sul palcoscenico (Honeysuckle Rose).
La canzone ha vinto il Grammy Award nella categoria "Best Country Song" ("miglior canzone country") nell'edizione dei Grammy Awards 1981.

## Tracce
1. On the Road Again
2. Cotton-Eyed Joe (B-side)

## Formazione
- Willie Nelson – chitarra, voce
- Chris Ethridge – basso